# Naranjito de Triana

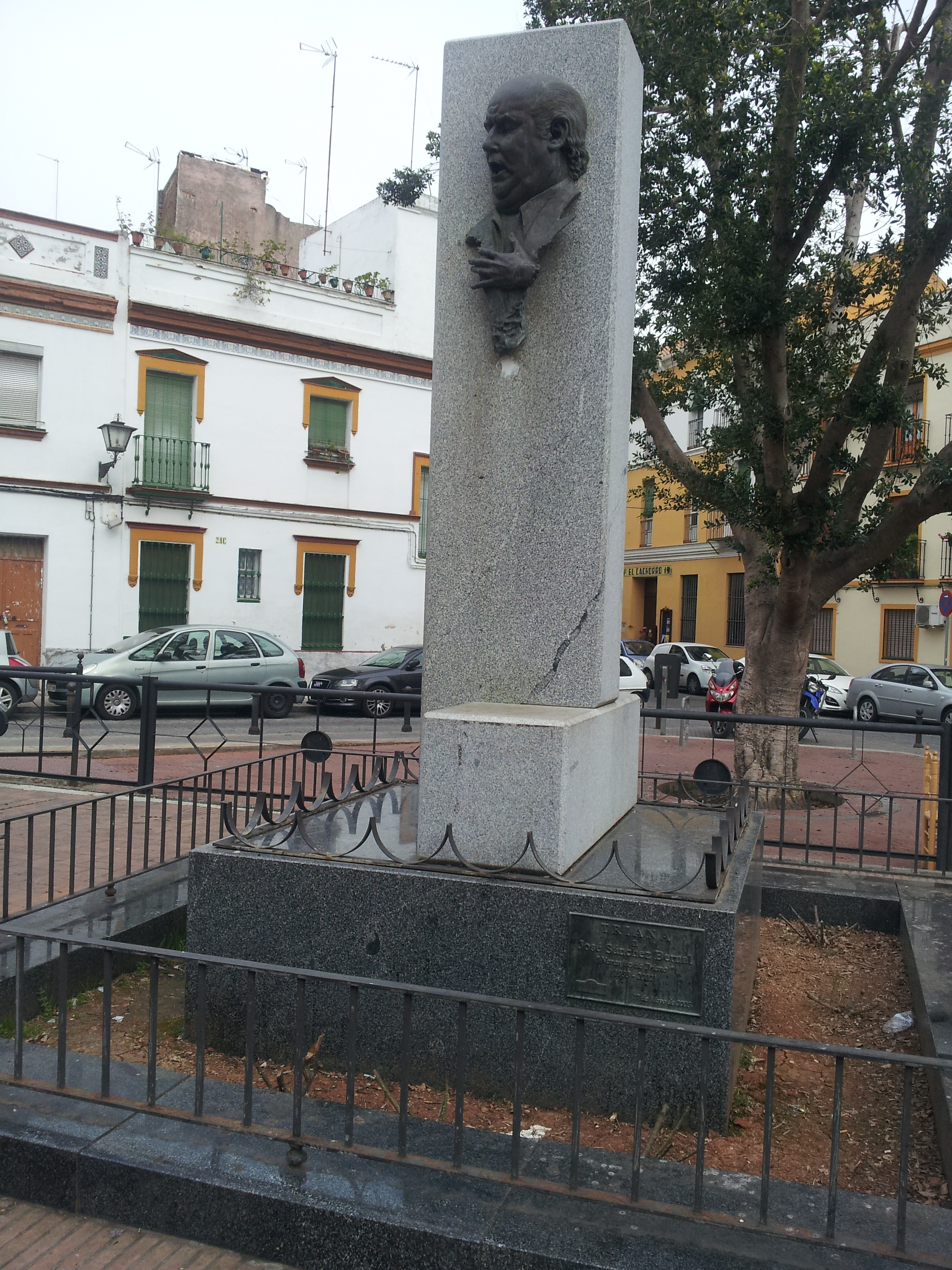
Monumento a Naranjito de Triana situado en el barrio de Triana, Sevilla

José Sánchez Bernal (Sevilla, 1933 – 2002), conocido como Naranjito de Triana, fue un cantaor de flamenco.

## Biografía
José Sánchez Bernal, heredó su nombre artístico de su padre, que compartía su profesión de guardia municipal con la recogida de naranjas. Nació y creció en Triana, respirando el ambiente flamenco propio de este barrio. Su primera actuación la realizó a los 8 años de edad en la vecina Coria del Río.
Creció con el cante, pues lo tenía en casa, su padre cantaba como aficionado, al igual que su tío (según él, extraordinario). A esto se sumaron sus vivencias en Triana, donde oía con frecuencia a una esplendorosa generación del cante sevillano, con nombres como Pastora Pavón y Tomás Pavón, Pepe Pinto, Vallejo... No era gitano, pero se consideraba en sus palabras "en la misma frontera entre el cante gitano y el flamenco andaluz", puesto que conoció las dos vertientes del cante trianero: la de la cava de los gitanos y la paya del Zurraque o de los alfareros.
Más adelante participaría en el espectáculo La Emperaora durante un año, con la compañía de Marifé de Triana. Actuó también durante una temporada en el grupo de Antoñita Moreno, para después realizar una extensa gira que le llevaría por toda América. Canadá, Estados Unidos, Hawái, Bermudas, Curacao, Puerto Rico, Jamaica y otros países, con el objetivo de difundir el flamenco por el mundo. No sería esta su única gira mundial, pues en 1971 repetiría por Europa.
Su dilatada carrera rebasó las bodas de oro, en la Bienal de Sevilla de 1996 dio un recital de despedida de la profesión. Cantaor serio, destacó por su preocupación por conocer a fondo los estilos flamencos, ha sido uno de los más completos de los tiempos modernos.[cita requerida] Tenía una voz brillante, limpia y de amplio registro, y pese a su retirada no perdió nunca facultades.

## Premios y reconocimientos
- Premio de cantes de Levante, en el Concurso Nacional de Arte Flamenco de Córdoba.
- Saeta de Oro de Radio Nacional de Sevilla.
- Premio Ondas de la cadena radiofónica SER.
- Trianero del Año.
- Yunque de Oro de la Tertulia Flamenca de Radio Sevilla.
- Taranto de Oro de la Peña Flamenca El Taranto de Almería.
- Premio Nacional de Cante otorgado por la Cátedra de Flamencología de Jerez en 1987.

## Reconocimiento en Triana
Actualmente hay erigida una plaza en su honor en Triana, en la que se aprecia el busto del artista. En el monumento se puede leer:
"Triana a José Sánchez Bernal; "Naranjito de Triana" 1933-2002"
La escultura es del utrerano Augusto Morilla. Mide más de dos metros y se compone del busto del artista en bronce sobre una base de granito.